# Cosenza Calcio 1998-1999
Questa voce raccoglie le informazioni riguardanti il Cosenza Calcio nelle competizioni ufficiali della stagione 1998-1999

## Stagione
Nella stagione 1998-1999 il Cosenza da neopromossa disputa il campionato di Serie B, raccoglie 43 punti, che valgono il sedicesimo posto della classifica. Si è trattato per rossoblù calabresi, di una salvezza risicata, arrivata sul filo di lana del torneo, con la vittoria (2-1) sul Cesena, nell'ultimo turno del campionato. Il Cosenza ha raccolto 20 punti nel girone di andata con sei squadre alle spalle, e 23 nel girone di ritorno. Il campionato è iniziato e terminato con Giuliano Sonzogni sulla panchina cosentina, ma vi è stato un intermezzo con Walter De Vecchi causato da due rovesci consecutivi a fine novembre (1-5) in casa con il Pescara, e (5-1) ai primi di dicembre a Treviso. Da Santa Lucia il tecnico milanese ha guidato il Cosenza fino al 16 maggio, dopo la sconfitta interna (1-2) con la Reggina, con i calabresi quart'ultimi da soli con 36 punti. Con un piede in Serie C1, è stato richiamato Giuliano Sonzogni, che nelle ultime quattro gare ha raccolto i 7 punti, necessari di misura, per raggiungere l'insperato mantenimento della categoria. Miglior marcatore stagionale cosentino è stato il sardo Tomaso Tatti giunto alla sua quarta stagione in rossoblù, ha segnato 14 reti in campionato. Nella Coppa Italia il Cosenza supera il primo turno eliminando dalla competizione il Treviso nel doppio confronto con due pareggi, mentre nei sedicesimi di finale, esce dal torneo per mano della Lazio, che si impone in entrambi i confronti.

## Rosa
| N. |                   | Ruolo | Calciatore             |
| -- | ----------------- | ----- | ---------------------- |
| 1  | Italia (bandiera) | P     | Giorgio Frezzolini     |
| 1  | Italia (bandiera) | P     | Alessandro Occhiuzzi   |
| 2  | Italia (bandiera) | D     | Aniello Parisi         |
| 3  | Italia (bandiera) | D     | Vincenzo Montalbano    |
| 4  | Italia (bandiera) | C     | Damiano Moscardi       |
| 5  | Italia (bandiera) | D     | Giovanni Paschetta     |
| 6  | Italia (bandiera) | C     | Vincenzo Riccio        |
| 7  | Italia (bandiera) | A     | Alessandro Morello     |
| 7  | Italia (bandiera) | C     | Francesco Paonessa     |
| 8  | Italia (bandiera) | D     | Francesco Bega         |
| 8  | Italia (bandiera) | C     | Michele Scaringella    |
| 8  | Italia (bandiera) | C     | Antonio Manicone       |
| 9  | Italia (bandiera) | A     | Antonio Barbera        |
| 9  | Italia (bandiera) | A     | Giovanni Tiberi        |
| 9  | Italia (bandiera) | C     | Roberto Occhiuzzi      |
| 10 | Italia (bandiera) | C     | Pasquale Logarzo       |
| 10 | Italia (bandiera) | A     | Francesco De Francesco |
| 11 | Italia (bandiera) | A     | Tomaso Tatti           |
| 12 | Italia (bandiera) | P     | Francesco Ripa         |
| 13 | Italia (bandiera) | C     | Domenico Toscano       |
| 14 | Italia (bandiera) | C     | Franco Florio          |
| 15 | Italia (bandiera) | C     | Angelo Andreoli        |
| 15 | Italia (bandiera) | C     | Marco Mazzoli          |

| N. |                           | Ruolo | Calciatore           |
| -- | ------------------------- | ----- | -------------------- |
| 16 | Costa d'Avorio (bandiera) | C     | Christian Manfredini |
| 17 | Italia (bandiera)         | C     | Stefano Morrone      |
| 17 | Italia (bandiera)         | A     | Roberto Novello      |
| 18 | Italia (bandiera)         | D     | Marco Malagò         |
| 19 | Italia (bandiera)         | A     | Antonino Marcatti    |
| 19 | Italia (bandiera)         | C     | Silvio Vertullo      |
| 20 | Bulgaria (bandiera)       | A     | Petăr Žabov          |
| 21 | Italia (bandiera)         | D     | Marco Colle          |
| 22 | Italia (bandiera)         | P     | Giacomo Zunico       |
| 23 | Italia (bandiera)         | D     | Fabio Di Sauro       |
| 24 | Italia (bandiera)         | A     | Francesco Marra      |
| 24 | Italia (bandiera)         | C     | Michele Fini         |
| 25 | Italia (bandiera)         | D     | Alfonso Caruso       |
| 25 | Italia (bandiera)         | A     | Alessandro Pellicori |
| 26 | Italia (bandiera)         | C     | Filippo Furiani      |
| 27 | Italia (bandiera)         | C     | Pasquale Apa         |
| 28 | Italia (bandiera)         | A     | Vincenzo Cosa        |
| 29 | Italia (bandiera)         | D     | Alberto Malusci      |
| 30 | Italia (bandiera)         | C     | Mario Alfieri        |
| 31 | Italia (bandiera)         | A     | Dario Di Giannatale  |
| 32 | Jugoslavia (bandiera)     | A     | Siniša Janković      |
| 33 | Italia (bandiera)         | P     | Federico Bigliazzi   |
|    | Italia (bandiera)         | D     | Christian Panno      |

## Risultati

### Campionato

#### Girone di andata
| Arbitro: | Serena (Bassano del Grappa) |

|            |           |                      |
| Nilsen 11’ | Marcatori | 26’ Riccio 28’ Tatti |

| Arbitro: | Pin (Conegliano) |

|                     |           |            |
| Riccio 45+1’ (rig.) | Marcatori | 55’ Fabris |

| Arbitro: | Bonfrisco (Monza) |

|                       |           |                     |
| Apa 4’ Manfredini 51’ | Marcatori | 61’ D. Franceschini |

| Arbitro: | Preschern (Mestre) |

|                     |           |  |
| Ferrante 85’ (rig.) | Marcatori |  |

| Arbitro: | Pin (Conegliano) |

|                          |           |  |
| Morrone 25’ Marcatti 45’ | Marcatori |  |

| Brescia 11 ottobre 1998 6ª giornata | Brescia         | 0 – 0 | Cosenza | Stadio Mario Rigamonti\| Arbitro: \| Fausti (Milano) \| |
| Arbitro:                            | Fausti (Milano) |       |         |                                                         |

| Arbitro: | Branzoni (Pavia) |

|  |           |               |
|  | Marcatori | 64’ Cammarata |

| Genova 1 novembre 1998 8ª giornata | Genoa                       | 0 – 0 | Cosenza | Stadio Luigi Ferraris\| Arbitro: \| Serena (Bassano del Grappa) \| |
| Arbitro:                           | Serena (Bassano del Grappa) |       |         |                                                                    |

| Arbitro: | Nucini (Bergamo) |

|                                  |           |                   |
| Silenzi 79’ Dell'Anno 94’ (rig.) | Marcatori | 32’ Di Giannatale |

| Arbitro: | Castellani (Verona) |

|                                    |           |                                |
| Tatti 36’ (rig.) Di Giannatale 74’ | Marcatori | 28’, 68’ Cordone 94’ Cristiano |

| Arbitro: | Paparesta (Bari) |

|                                             |           |  |
| Banchelli 16’ (rig.) Caccia 32’, 94’ (rig.) | Marcatori |  |

| Arbitro: | Serena (Bassano del Grappa) |

|                  |           |                                                                     |
| Tatti 45’ (rig.) | Marcatori | 11’ M. Esposito 32’ (rig.), 68’ (rig.) Gelsi 59’ Pisano 89’ Galeoto |

| Arbitro: | Cardella (Torre del Greco) |

|                                                                    |           |                     |
| Varricchio 28’, 67’ M. Rossi 38’ Longhi 63’ L. Beghetto 90’ (rig.) | Marcatori | 92’ (rig.) Moscardi |

| Arbitro: | Strazzera (Trapani) |

|                |           |              |
| Montalbano 25’ | Marcatori | 79’ Giannini |

| Arbitro: | Castellani (Verona) |

|                                 |           |                |
| Artico 7’ (rig.) Possanzini 15’ | Marcatori | 21’ D. Toscano |

| Arbitro: | Dagnello (Trieste) |

|                                |           |  |
| Tatti 27’ (rig.) Paschetta 82’ | Marcatori |  |

| Arbitro: | Nucini (Bergamo) |

|  |           |                                              |
|  | Marcatori | 28’ Moscardi 33’ Manfredini 63’ De Francesco |

| Cosenza 17 gennaio 1999 18ª giornata | Cosenza          | 0 – 0 | Lucchese | Stadio San Vito\| Arbitro: \| Paparesta (Bari) \| |
| Arbitro:                             | Paparesta (Bari) |       |          |                                                   |

| Arbitro: | Rossi (Ciampino) |

|                                       |           |  |
| Comandini 10’, 73’ (rig.) Superbi 89’ | Marcatori |  |

#### Girone di ritorno
| Arbitro: | Paparesta (Bari) |

|                  |           |  |
| De Francesco 71’ | Marcatori |  |

| Arbitro: | Sputore (Vasto) |

|                    |           |  |
| Buonocore 34’, 54’ | Marcatori |  |

| Arbitro: | Bettin (Padova) |

|  |           |                                 |
|  | Marcatori | 5’ Apa 15’ Tatti 72’ Manfredini |

| Arbitro: | Guiducci (Arezzo) |

|           |           |                              |
| Zhabov 6’ | Marcatori | 21’ Ferrante 45+2’ Tricarico |

| Arbitro: | Bonfrisco (Monza) |

|             |           |  |
| Corradi 69’ | Marcatori |  |

| Arbitro: | Fausti (Milano) |

|           |           |            |
| Tatti 72’ | Marcatori | 40’ Hubner |

| Arbitro: | Fausti (Milano) |

|             |           |            |
| Brocchi 13’ | Marcatori | 26’ Malagò |

| Arbitro: | Rossi (Ciampino) |

|                            |           |                        |
| Tatti 10’ De Francesco 51’ | Marcatori | 7’ Francioso 63’ Nappi |

| Arbitro: | Sirotti (Forlì) |

|                                         |           |               |
| Apa 16’ De Francesco 50’ Manfredini 75’ | Marcatori | 70’ Cristante |

| Arbitro: | Rossi (Ciampino) |

|                             |           |  |
| Masolini 32’ Topic 63’, 75’ | Marcatori |  |

| Arbitro: | Paparesta (Bari) |

|                      |           |                                 |
| Malagò 62’ Tatti 63’ | Marcatori | 54’ (aut.) A. Parisi 56’ Caccia |

| Arbitro: | Paparesta (Bari) |

|                 |           |  |
| M. Esposito 35’ | Marcatori |  |

| Arbitro: | Sirotti (Forlì) |

|              |           |  |
| Moscardi 55’ | Marcatori |  |

| Arbitro: | Serena (Bassano del Grappa) |

|                      |           |  |
| Campolonghi 70’, 78’ | Marcatori |  |

| Arbitro: | Rosetti (Torino) |

|                |           |                                            |
| Momtalbano 90’ | Marcatori | 71’ (rig.) Possanzini 88’ (aut.) Paschetta |

| Arbitro: | Pirrone (Messina) |

|                                         |           |                       |
| Margiotta 45’ D. Morello 55’ Protti 67’ | Marcatori | 48’, 73’ (rig.) Tatti |

| Arbitro: | Pirrone (Messina) |

|                |           |  |
| Tatti 16’, 49’ | Marcatori |  |

| Lucca 6 giugno 1999 37ª giornata | Lucchese         | 0 – 0 | Cosenza | Stadio Porta Elisa\| Arbitro: \| Pin (Conegliano) \| |
| Arbitro:                         | Pin (Conegliano) |       |         |                                                      |

| Arbitro: | Farina (Novi Ligure) |

|               |           |             |
| Tatti 4’, 33’ | Marcatori | 63’ Rivalta |

### Coppa Italia
| Arbitro: | Pirrone (Messina) |

|                       |           |                |
| D. Toscano 31’ (rig.) | Marcatori | 88’ Varricchio |

| Arbitro: | Bazzoli (Merano) |

|                          |           |                       |
| Bonavina 6’ De Poli 100’ | Marcatori | 33’ Apa 109’ Di Sauro |

| Arbitro: | Sirotti (Forlì) |

|                       |           |            |
| Salas 69’, 80’ (rig.) | Marcatori | 60’ Riccio |

| Arbitro: | Treossi (Forlì) |

|  |           |                                    |
|  | Marcatori | 15’ (aut.) A. Parisi 85’ Stankovic |